# Alexandre Milinkevitch
 (juin 2019).
Alexandre Vladimirovitch Milinkevitch (en russe : Александр Владимирович Милинкевич ; en biélorusse : Аляксандр Уладзіміравіч Мілінкевіч, Aliaksandr Ouladzimiravitch Milinkievitch), né le 25 juillet 1947 à Hrodna, est un homme politique biélorusse, figure de l'opposition démocratique. Candidat contre le président biélorusse sortant Alexandre Loukachenko à l'élection présidentielle biélorusse de 2006, il reçoit le prix Sakharov du Parlement européen en décembre 2006.

## Biographie

### Origines et formation
Alexandre Milinkevitch naît en 1947 à Hrodna dans la famille d'un enseignant émérite de Biélorussie. Ses bisaïeuls ont participé à l'insurrection polono-biélorusse de 1863-1864 et ont subi la vague de répression exercée par les autorités russes après la défaite des insurgés, tandis que son grand-père a milité dans le mouvement biélorusse des années 1920 dans la région de Horodnia.
Diplômé de l'université de Hrodna (en), Milinkevitch complète ses études avec un doctorat à l'Institut de physique de l'Académie nationale des sciences de Biélorussie. Enseignant à l'université de Hrodna entre 1978 et 1980, il fréquente l'université de Montpellier en 1980, puis dirige de 1980 à 1984 le département de physique de l'université de Sétif en Algérie, avant de revenir enseigner à l'université de Hrodna de 1984 à 1990. Il passe aussi par l'université de Californie en 1998 et par le Centre européen d'études de sécurité George C. Marshall, situé à Garmisch-Partenkirchen en Allemagne, en 2000.

### Engagement politique et campagne présidentielle

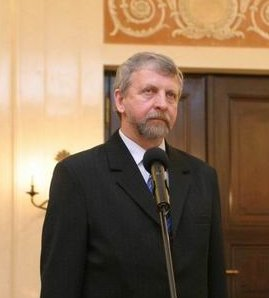
Alexandre Milinkevitch en 2006.

Milinkevitch s'engage dans la vie politique biélorusse à partir de 1990, année où il accède au poste d'adjoint au maire de Hrodna. En 2001, il est directeur de cabinet de Siamion Domach (en), candidat d'opposition au président Alexandre Loukachenko lors de l'élection présidentielle de septembre, à l'issue de laquelle ce dernier est réélu.
En octobre 2005, environ 900 représentants de différents groupes politiques d'opposition se réunissent dans la capitale Minsk pour désigner un candidat commun à la présidentielle de l'année suivante : lors des élections précédentes, les différentes formations n'étaient pas parvenues à s'entendre pour présenter une unique personnalité d'opposition à même de détrôner le président Loukachenko, qui gouverne alors le pays depuis plus d'une décennie. Des quatre chefs politiques en lice pour incarner l'union des différents partis, c'est Milinkevitch qui est finalement retenu. Les forces anti-Loukachenko font bloc autour de sa campagne, qu'il compare à celle d'un autre candidat de l'opposition pro-occidentale en Ukraine voisine, Viktor Iouchtchenko, victorieux à l'élection présidentielle de 2004 à l'issue de la Révolution orange. Bien que le gouvernement de Iouchtchenko ait depuis suscité une certaine désillusion, avec une crise politique, des allégations de pots-de-vin et une situation économique dégradée, Milinkevitch souhaite que les événements de l'année passée en Ukraine soient une inspiration pour ses partisans, déclarant : « Nous croyons que la Biélorussie sera la suivante… après l'Ukraine. »
En janvier 2006, Milinkevitch est invité à Paris par le gouvernement français. Il rencontre le ministre français des Affaires étrangères Philippe Douste-Blazy et donne de nombreuses interviews aux médias occidentaux, dont un entretien télévisé pour Euronews (Milinkevitch, comme les autres opposants, n'a aucun accès à la télévision en Biélorussie). Auparavant, il a déjà rencontré le président du conseil des ministres polonais Kazimierz Marcinkiewicz, et le président lituanien Valdas Adamkus. En février 2006 il rencontra aussi le président de la Commission européenne, José Manuel Barroso, la chancelière allemande Angela Merkel, le Haut représentant pour la politique étrangère et de sécurité commune de l'Union européenne Javier Solana et plusieurs autres figures de la politique européenne. Sa campagne reçoit le soutien du gouvernement polonais, puis d'autres hauts responsables de l'UE.
Malgré ces appuis internationaux et le soutien d'ONG financées notamment par les États-Unis, les leaders d'opposition se rendent compte qu'un rude combat se prépare. La politique économique « socialiste » de Loukachenko reçoit un soutien significatif dans les zones rurales du pays, un des rares endroits de l'ex-URSS où le système de protection sociale est resté pratiquement inchangé depuis l'ère soviétique. Les anti-Loukachenko sont par ailleurs inquiétés par les autorités : fin décembre 2005, Alexandre Dorofeïev (ou Aliaksandr Darafieïew de son nom biélorusse), membre du « groupe d'initiative » organisant la campagne électorale de Milinkevitch, est ainsi arrêté pour des soupçons d'implication dans l'explosion d'une bombe à Vitebsk. Le 9 mars 2006, c'est Vintsouk Viatchorka, un autre membre de son équipe de campagne de Milinkevitch, qui est condamné à quinze jours de détention pour « organisation d'un meeting non-autorisé » entre le candidat à l'élection présidentielle et des électeurs à Minsk, en dépit de la loi sur les élections qui permet de telles réunions. Neuf autres membres de l'opposition — Alexandre Pavlovski, Piotr Babarenko, Alexandre Zelko, Dmitri Koudriavstev, Piotr Topar, Vladimir Gribine, Alexeï Makovitch, Sergueï Piantsévitch et Artiom Litvinko - sont également condamnés à quinze jours d'emprisonnement pour le même motif. —
À l'issue de l'élection présidentielle biélorusse du 19 mars 2006, les résultats officiels du régime donnent Milinkevitch largement perdant, avec 6 % des suffrages contre 83 % pour Loukachenko ; selon une fuite émanant prétendument des services spéciaux biélorusses, le candidat d'opposition aurait en réalité recueilli 28 % des votes, contre 49 % pour le président sortant, ce qui signifierait que les deux candidats auraient dû s'affronter lors d'un second tour.

### Persécutions nationales et récompenses internationales
Après avoir été incarcéré pendant quinze jours en avril 2006 pour « participation à une réunion non-autorisée », Milinkevitch apprend en octobre qu'il est lauréat du prix Sakharov du Parlement européen. Il déclare alors : « C'est le plus haut soutien moral pour les forces qui ont lutté pour la démocratie en Biélorussie au cours de ces dernières années. C'est un bonheur et un honneur pour moi. Mais je ne le considère pas comme un prix personnel. C'est un prix décerné aux milliers de gens en Biélorussie qui ont montré, particulièrement ce printemps, leur courage et le désir de lutter pour leur dignité, à la Biélorussie », ajoutant : « Nous sentons que nous ne sommes pas seuls. L'Europe est avec nous. […] Aujourd'hui, près d'un demi-milliard d'Européens ont tendu les mains en signe de soutien, partenariat et solidarité avec les Biélorusses. Et c'est une victoire des principes moraux sur les principes de tyrannie. »
Le 5 décembre 2006, Milinkevitch reçoit son prix à Strasbourg de la part des parlementaires européens, qui lui font une standing ovation, et déclare : « Ce prix n'est pas à moi seul. Avec moi, tous les Biélorusses se voient attribuer ce prix, tous ceux qui ont été en mars dernier sur la place, jetés dans les prisons, expulsés des universités et des lieux de travail. Ce prix est pour tous ceux qui continuent le combat. » Il annonce qu'il ne touchera pas personnellement les 50 000 euros du prix, préférant les affecter aux victimes de la répression par le biais d'une ONG.
Il reçoit également le prix polonais Sérgio Vieira de Mello et est fait chevalier de l'Ordre du mérite de la culture polonaise, ce qui n'empêche pas les garde-frontières biélorusses de lui confisquer son passeport et son téléphone portable à son retour du sommet de Riga en novembre 2006.

### Vie personnelle
Marié, il a deux fils.
Outre sa langue maternelle, le biélorusse, Milinkevitch parle aussi polonais, anglais, français et russe.